# 큰발뒤쥐
큰발뒤쥐(학명:Sorex isodon)는 땃쥐류의 일종이다. 몸길이는 약 67 mm, 꼬리는 약 43 mm 정도이다. 이 뒤쥐는 긴발톱첨서를 아주 많이 닮았다. 이 종은 산악 계곡 숲에서 서식하며, 북부 유라시아에서 발견된다. 발트해 지역부터 시베리아의 바이칼호 지역을 거쳐 러시아 극동과 한반도의 백두대간 산맥에 이르는 지역에 걸쳐 분포한다.

## 같이 보기
- 한국의 포유동물